# Église Sainte-Marie-des-Oliveraies de Tomar
L'église Sainte-Marie-des-Oliveraies (portugais : igreja de Santa Maria dos Olivais) ou de-l'Oliveraie (do Olival) est une église qui se trouve dans la ville de Tomar au Portugal.
Sa construction a été réalisée pendant la deuxième moitié du XIIIe siècle pour le maître provincial de l'Ordre du Temple au Portugal, Gualdim Pais. L'église a servi de lieu d'enterrement pour les chevaliers templiers de Tomar et, plus tard, pour les chevaliers de l'Ordre du Christ qui leur ont succédé au XIVe siècle. La sépulture de Gualdim Pais est d'ailleurs visible dans l'église. Celle-ci elle possède encore sa stèle d'origine de 1195 sur laquelle on peut remarquer des inscriptions gothiques.
Le bâtiment actuel est en grande partie le résultat d'une reconstruction achevée au XIIIe siècle dans un style gothique primitif. La façade principale possède une rosace et un simple portail avec plusieurs archivoltes, et contre cette façade se trouve flanquée la tour contenant les cloches. L'intérieur est assez sobre. L'église a trois nefs couvertes d'un toit en bois et les colonnes supportant les arches sont dépourvues de chapiteaux. La chapelle principale de l'abside est couverte par une voûte nervurée de style gothique. La tracerie de la petite rosace du mur Est à la forme d'un pentagramme.
L'édifice a été restauré au XVIe siècle et plusieurs chapelles ont été ajoutées dans la partie Sud de l'église. On peut noter la présence d'éléments remarquables comme la Vierge et l'enfant (début du XVIe siècle) dans l'autel principal ou le monument funéraire de Diogo Pinheiro, premier évêque de Funchal, un travail plein de finesse datant de la renaissance (1525) que l'on peut voir sur le mur de la chapelle principale.

## Sources
- (en) Cet article est partiellement ou en totalité issu de l’article de Wikipédia en anglais intitulé « Church of Santa Maria do Olival » (voir la liste des auteurs).